# 罗伯特·谢特金通格
罗伯特·谢特金通格（英語：Robert Shetkintong，1975年2月7日—），印度外交官，现任印度驻莫桑比克高级专员，曾任印度駐埃塞俄比亞和非洲聯盟大使。

## 经历
罗伯特·谢特金通格出身曼尼普爾邦昌德爾縣一個村莊的天主教家庭。
谢特金通格畢業於賈瓦哈拉爾·尼赫魯大學，拥有政治学硕士学位，他于2001年加入印度外事服務部。
2009年11月至2012年3月，担任对外宣传司副处长和处长，2018年9月至2020年10月，担任议会与协调司联秘书。谢特金通格曾在以色列、意大利、斯洛文尼亚和坦桑尼亚等地的印度使馆工作。
2015年至2018年，任印度駐坦桑尼亞副高級專員。
2020年10月至2024年1月出任印度驻埃塞俄比亚和非洲联盟大使。
2023年11月24日，谢特金通格被任命为下一任印度驻莫桑比克高级专员。2024年2月2日，谢特金通格向莫桑比克总统递交国书。